# Cristano De Eccher
Cristano De Eccher (Bolzano, 16 agosto 1950) è un politico e insegnante italiano, ex senatore del Popolo della Libertà.

## Biografia
Si è diplomato presso il liceo classico Giovanni Prati di Trento e poi si è laureato in scienze forestali all'Università degli Studi di Padova.
È stato docente di scienze all'istituto tecnico industriale di Trento.
Da studente è stato responsabile triveneto di Avanguardia Nazionale, organizzazione politica della destra estremista ed eversiva italiana, fondata nel 1960 da Stefano Delle Chiaie e disciolta nel 1976, presidente della Giovane Italia e dirigente a livello provinciale e regionale del Movimento Sociale Italiano prima e di Alleanza Nazionale dopo.
È stato consigliere comunale a Riva del Garda per tre mandati consecutivi. Dal novembre 2003 è consigliere provinciale a Trento nella XIII legislatura per Alleanza Nazionale.
Dal 4 marzo 2007 è presidente provinciale della federazione di Trento di Alleanza Nazionale.
Il 23 aprile 2008 la provincia autonoma di Trento ha approvato definitivamente il progetto di Legge n. 259 proposto dal consigliere Cristano De Eccher che prescrive il divieto di eseguire screening psicopatologici nelle scuole e l'obbligo del consenso informato scritto e firmato dai genitori prima della somministrazione di psicofarmaci ai bambini.
Il 14 aprile 2008 è stato eletto senatore nella XVI legislatura per Il Popolo della Libertà nel collegio elettorale di Rovereto e Riva del Garda.
Il 29 marzo 2011 ha presentato un disegno di riforma costituzionale per abolire la XII norma della Costituzione italiana, che vieta "la riorganizzazione, sotto qualsiasi forma, del disciolto partito fascista".
Nel 2013 è il candidato di Fratelli d'Italia alle elezioni del presidente della provincia autonoma di Trento. Ottiene l'1,54% (3.839 voti, di cui 140 solo al presidente), classificandosi settimo.
L'8 maggio 2016 è stato eletto consigliere comunale di Madruzzo.